# Монтеверде Алто (Терамо)
Монтеверде Алто (итал. Monteverde Alto) је насеље у Италији у округу Терамо, региону Абруцо.
Према процени из 2011. у насељу је живело 48 становника. Насеље се налази на надморској висини од 306 м.